# Kakau
Kakau è una frazione della città tedesca di Oranienbaum-Wörlitz.